# مستيرولون
مستيرولون (بالإنجليزية: Mesterolone)‏ يعرف أيضاً بالاسم التجاري (Proviron)، هو مركب كيميائي يستخدم كدواء يصنف من الهرمونات الصناعية من نوع الستيرويد الأندروجين الذي يستخدم بشكل رئيسي في علاج انخفاض مستويات هرمون الذكورة التستوستيرون. كما تم استخدامه لعلاج العقم عند الذكور، على الرغم من أن هذا الاستخدام مثير للجدل. يؤخذ عن طريق الفم.
تشمل الآثار الجانبية للميسترولون أعراض الذكورة مثل حب الشباب وزيادة نمو الشعر وتغيرات الصوت وزيادة الرغبة الجنسية. تذكر بعض الدراسات أنه لا يشكل خطر من تلف الكبد.